# 광란황후
광란황후(베트남어: Quang Loan hoàng hậu / 光鸞皇后, ? ~ ?)는 대월 쩐 왕조의 제11대 황제 폐제의 황후이다. 성명은 쩐티특미(베트남어: Trần Thị Thực Mỹ / 陳氏實美 진씨실미)이다.

## 출신
쩐 예종과 알 수 없는 후궁의 첫째 딸으로서 알 수 없는 시간에 태어났고 이 때문에 그녀는 베트남 쩐 왕조의 5명의 가장 고귀한 출신의 황후 중 하나로 알려져있었다.
다른 4명의 황후는 리 소황, 순천황후 이씨, 천감황후 진씨와 헌자황후 진씨이다.

## 생애
황녀는 젊은 시절에 천휘공주(天徽公主)로 불렸다. 1377년, 그녀의 조카 인 쩐 폐제의 황후가되었고 부군을 1388년에 폐위시키어서 진씨를 황후의 지위에서 령덕왕비(남편이 靈德王•령덕왕이되기)에게 떨어뜨리다. 령덕왕은 직후에 살해되어서 그녀는 과부가되었다. 그녀는 같은 해에 태양공주(太杨公主)로 책봉되었다.
남편이 죽은 후에, 공주의 아버지 인 쩐 예종은 그녀를 위해 다른 남편을 찾기를 원하였다. 그러나, 공주는 그의 소원을 따르는 일들이 일어나기 전에 쩐응우옌우옌(Trần Nguyên Uyên)이라는 황실과 성관계를 맺고있다. 이것은 쩐 예종을 화나게했고 그는 공주가 실제로 쩐응우옌우옌의 형였던 진원항(陳元沆)이라는 황실의 부인되도록 명령하였다. 그의 행동은 공주를 처벌하는 것이다.
역사적인 재료는 그녀의 죽음에 대해 기록하지 않다.